# Корзун, Андрей Григорьевич

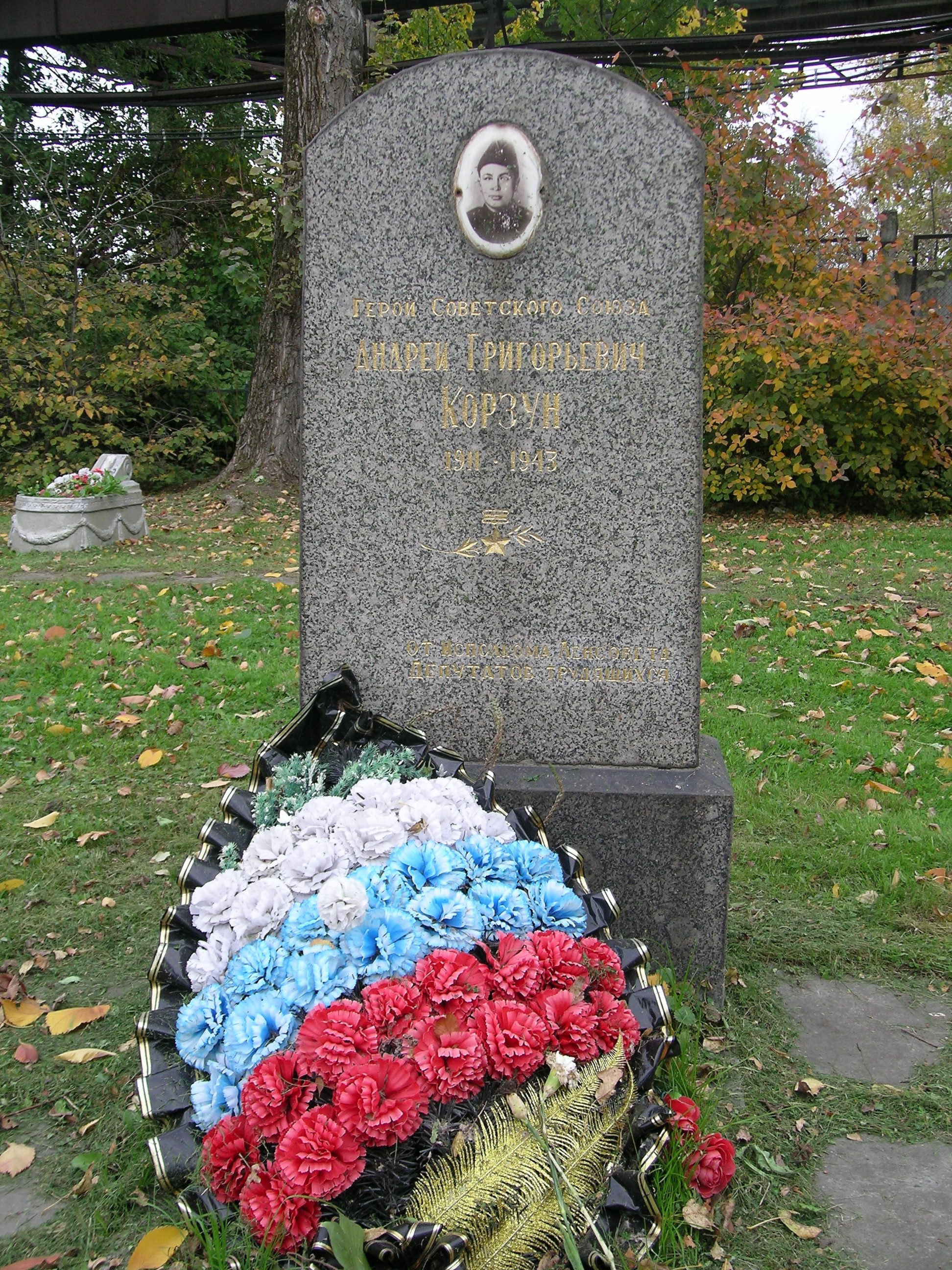
Могила Андрея Григорьевича Корзуна..

Андрей Григорьевич Корзун (12 декабря (25 декабря) 1911, Дуброва Гомельской области — 5 ноября 1943, Ленинград) — советский артиллерист, кавалер ордена Ленина, Герой Советского Союза (1944, посмертно).

## Биография
Родился 12 декабря 1911 года в деревне Дуброва (ныне Наровлянского района Гомельской области Белоруссии) в крестьянской семье. Белорус.
Призван в армию в 1941 году. В 1943 году служил в 12-м гвардейском артиллерийском полку 3-го контрбатарейного артиллерийского корпуса Ленинградского фронта. Орудие Андрея Корзуна неоднократно заставляло замолкать немецкие батареи. 5 ноября 1943 года обозлённый противник обрушил на советскую батарею град огня. Дежуривший возле орудия Андрей Корзун был тяжело ранен, однако заметил, что осколком были подожжены пороховые заряды, невдалеке от которых находились и снаряды. Доползти до огня наводчик смог, но снять с себя шинель, чтобы потушить пламя, сил уже не было. Тогда он лёг на огонь сам. Взрыва удалось избежать, но сам Андрей Корзун погиб.
Похоронен А. Г. Корзун на Южном воинском кладбище в Петербурге.
Указом Президиума Верховного Совета СССР «О присвоении звания Героя Советского Союза офицерскому, сержантскому и рядовому составу Красной Армии» от 21 февраля 1944 года за «образцовое выполнение боевых заданий командования на фронте борьбы с немецкими захватчиками и проявленные при этом отвагу и геройство» удостоен посмертно звания Героя Советского Союза.
Награждён также медалью «За оборону Ленинграда».

## Могила
Памятник истории. 1911—1943 гг. 
Категория охраны: Региональная. 
Вид документа о постановке на гос. охрану: Решение Ленгорисполкома от 03.05.1976 № 328. 
Культурное наследие Российской Федерации, объект № 7800503000.

## Награды и звания
- Медаль «За оборону Ленинграда»

## Память
- Именем А. Г. Корзуна названа одна из улиц в Наровле.
- Улица Солдата Корзуна в Кировском районе Санкт-Петербурга.
- Памятная доска на школе в деревне Дуброва.
- Памятная доска в Лесном парке Санкт-Петербурга.
- Именем А. Г. Корзуна названа школа, в которой он учился.
- 9 мая 2020 года в честь 75-летия Великой Победы и памяти Героя Советского Союза Андрея Корзуна в Наровле по улице, названной в его честь, открыт памятный знак — 100-мм противотанковая пушка Т-12[6].
- В Наровле (Гомельская область), накануне Дня Независимости и 80-летия освобождения Беларуси от немецко-фашистских захватчиков, на здании Наровлянского завода гидроаппаратуры, входящего в состав «МТЗ-Холдинга», открыт мурал А. Г. Корзуну (2024)[7].